# Tesoro Imperial de Viena

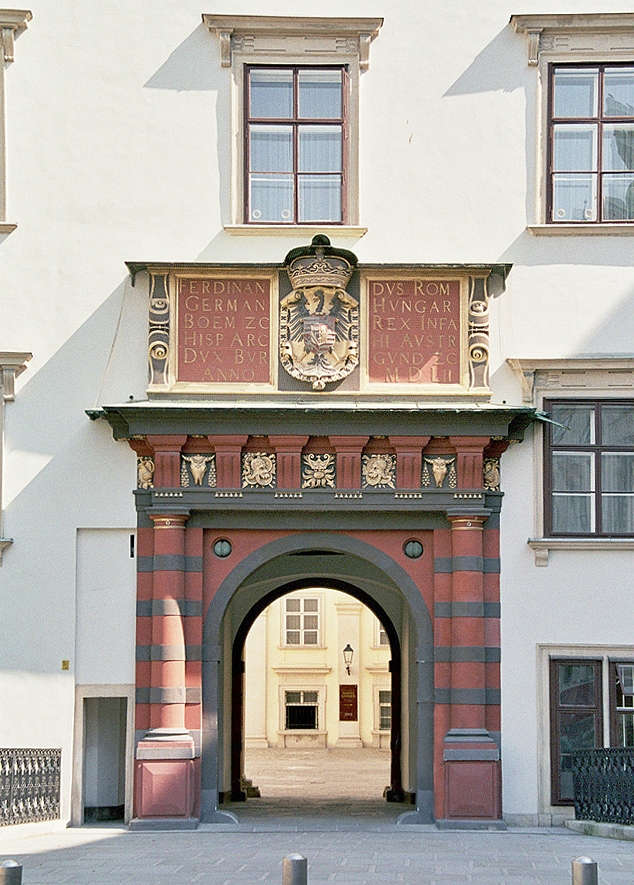
Acceso a la Puerta y al Patio de los Suizos.

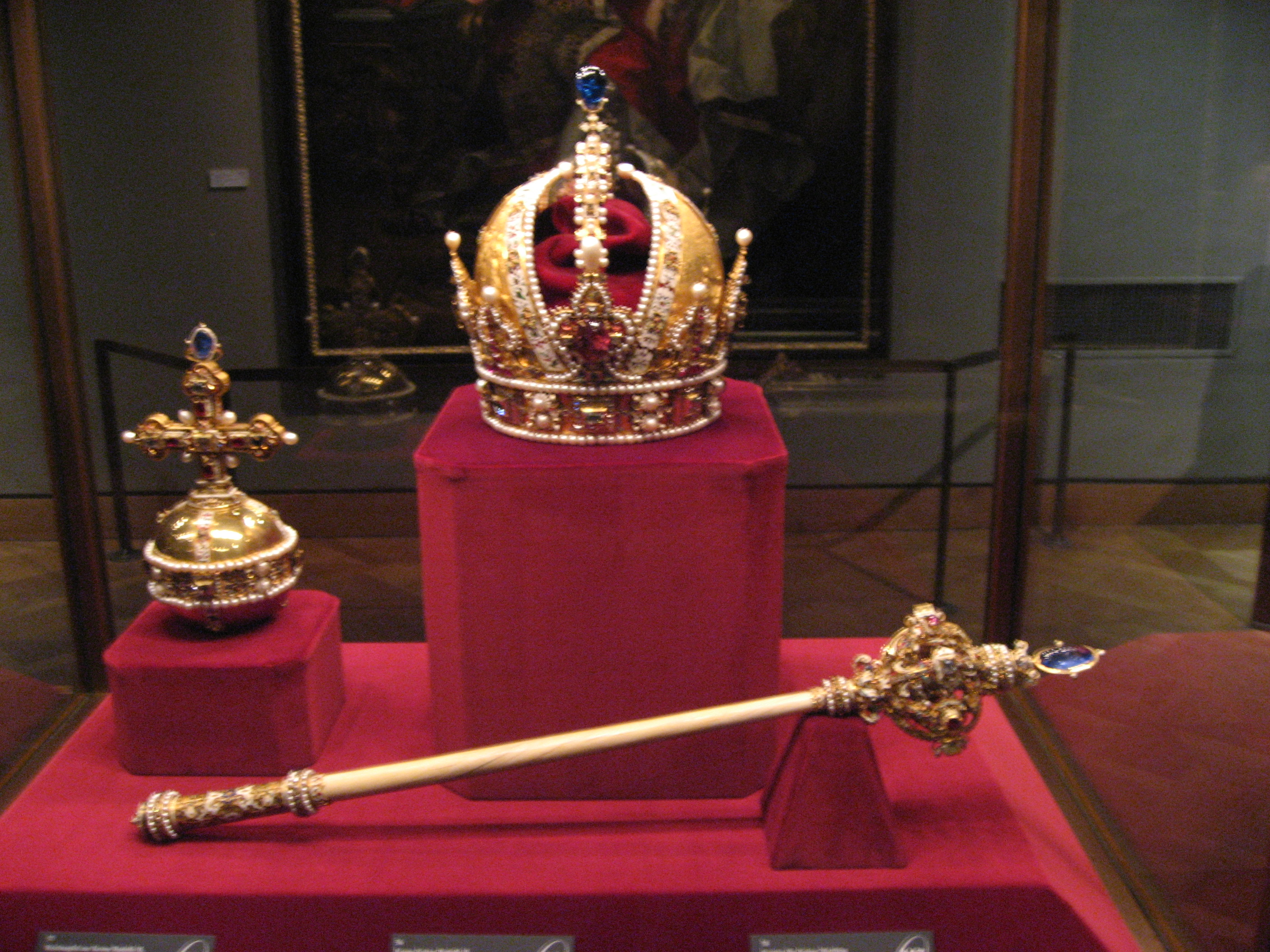
Joyas de la Corona Imperial Austriaca.

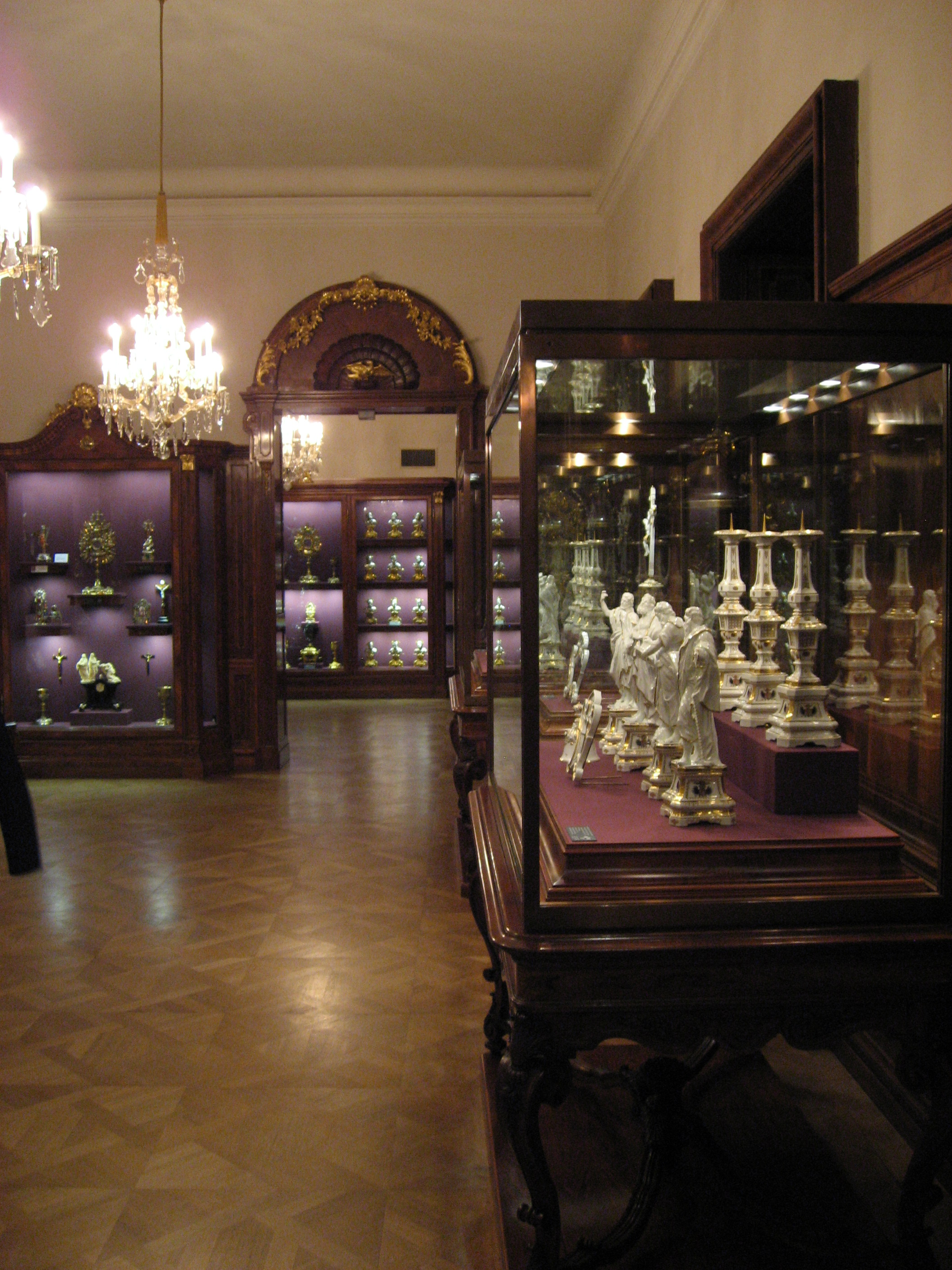
Schatzkammer, salas del Tesoro Sacro.

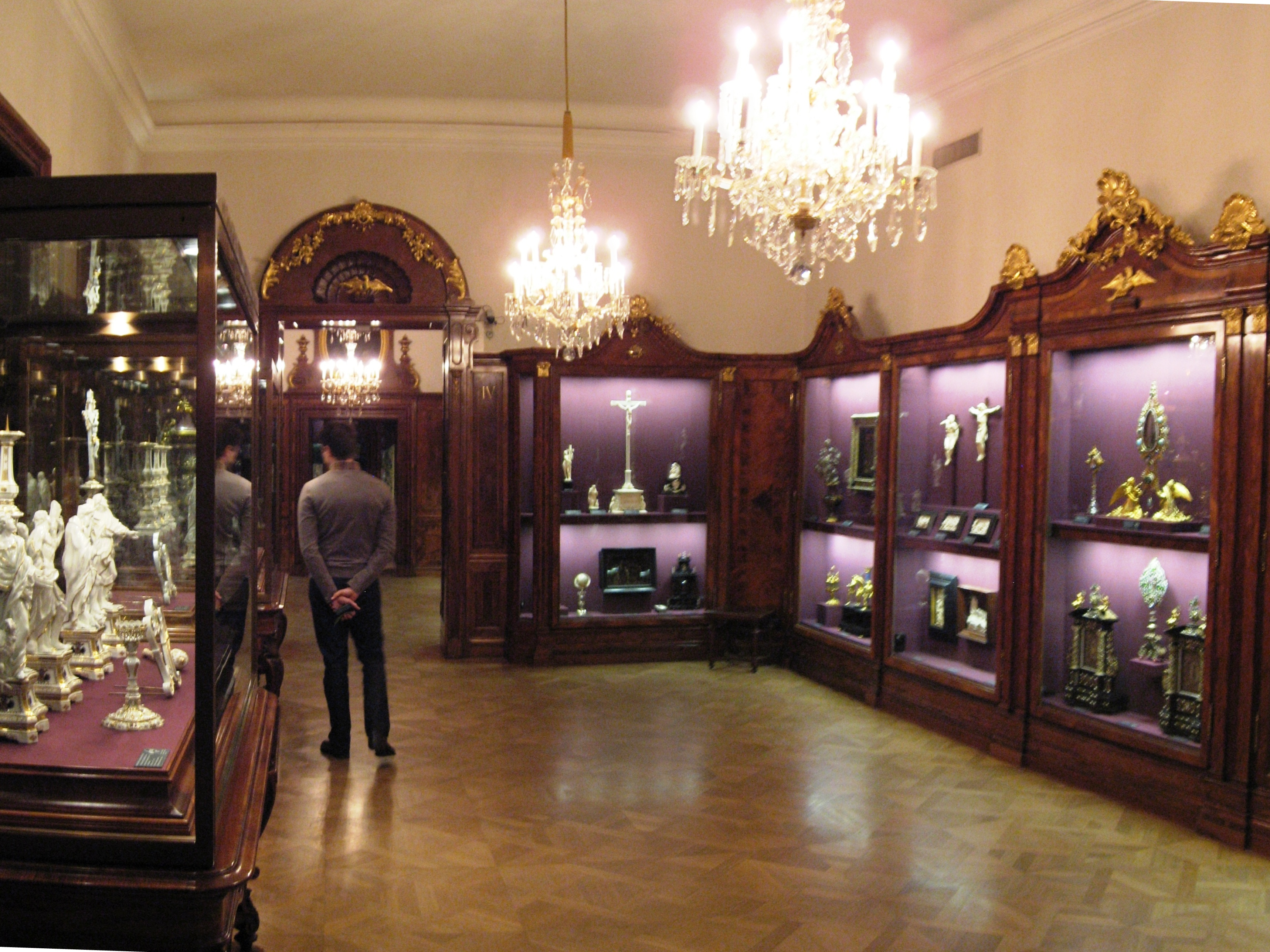
.

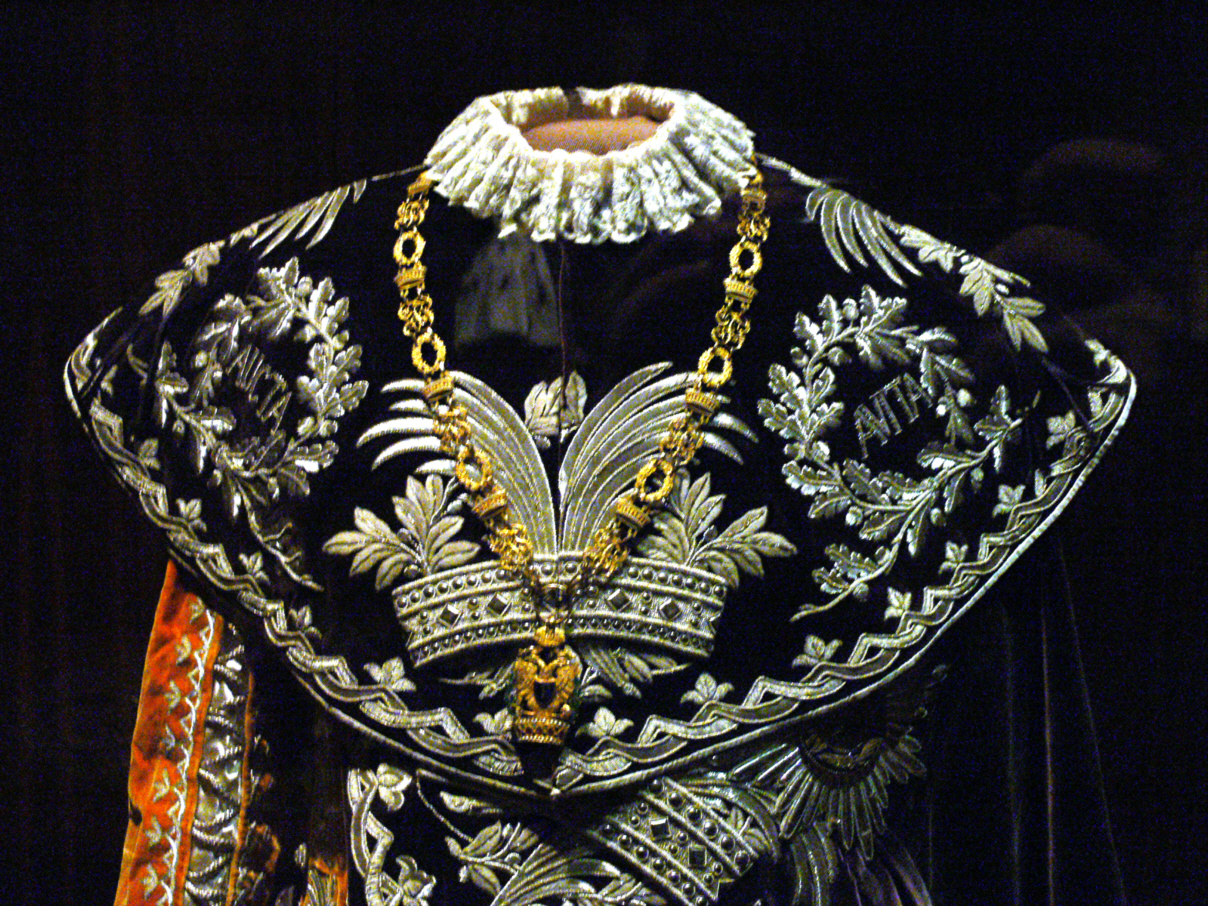
Insignias reales de la Orden austriaca de la Corona de Hierro.

Schatzkammer es una palabra alemana que puede traducirse por Cámara del Tesoro y que se emplea para referirse al tesoro custodiado en ella. Tiene su origen en la costumbre de muchos señores feudales de proteger sus bienes más valiosos almacenándolos en una cámara vigilada de su castillo. Con esta palabra es conocido el antiguo Tesoro Imperial, que perteneció a los monarcas de la  Dinastía Habsburgo, y las salas en donde este se encontraba custodiado y actualmente expuesto al público.
La Schatzkammer está situada en la parte más antigua del Palacio de Hofburg, en Viena, que fue construida durante el siglo XIII. Tiene su entrada en el  Schweizerhof (Patio de los Suizos), al que se accede por una puerta que tiene el mismo nombre. La Cámara del Tesoro alberga una de las colecciones de joyas más importantes del mundo y otros objetos muy valiosos. Fue completamente reformada entre 1983 y 1987. Entre sus fondos cuenta con algunas piezas de más de 1000 años de antigüedad. Destacan las coronas e indumentaria que usaron los emperadores del Sacro Imperio y de Austria y una colección de relicarios. Son especialmente relevantes la Corona del Emperador del Sacro Imperio, la Corona Imperial Austríaca, la  Lanza Sagrada (la supuesta lanza con la que un soldado romano atravesó el cuerpo de Jesucristo cuando estaba en la cruz) y la Espada de Carlomagno.
Existen otras cámaras que albergan antiguas colecciones reales de joyas (más modestas) que también son conocidas por el mismo nombre:
- La colección de las joyas de la Corona Bávara y de otros tesoros de la Dinastía Wittelsbach, conservada en el Palacio Real de Múnich (Residenz).

- La extensa colección de joyas de los monarcas de la Casa de Wettin que reinaron en  Sajonia. Se encuentra en la  Grünes Gewölbe del Palacio de Dresde en Alemania.

## Galería

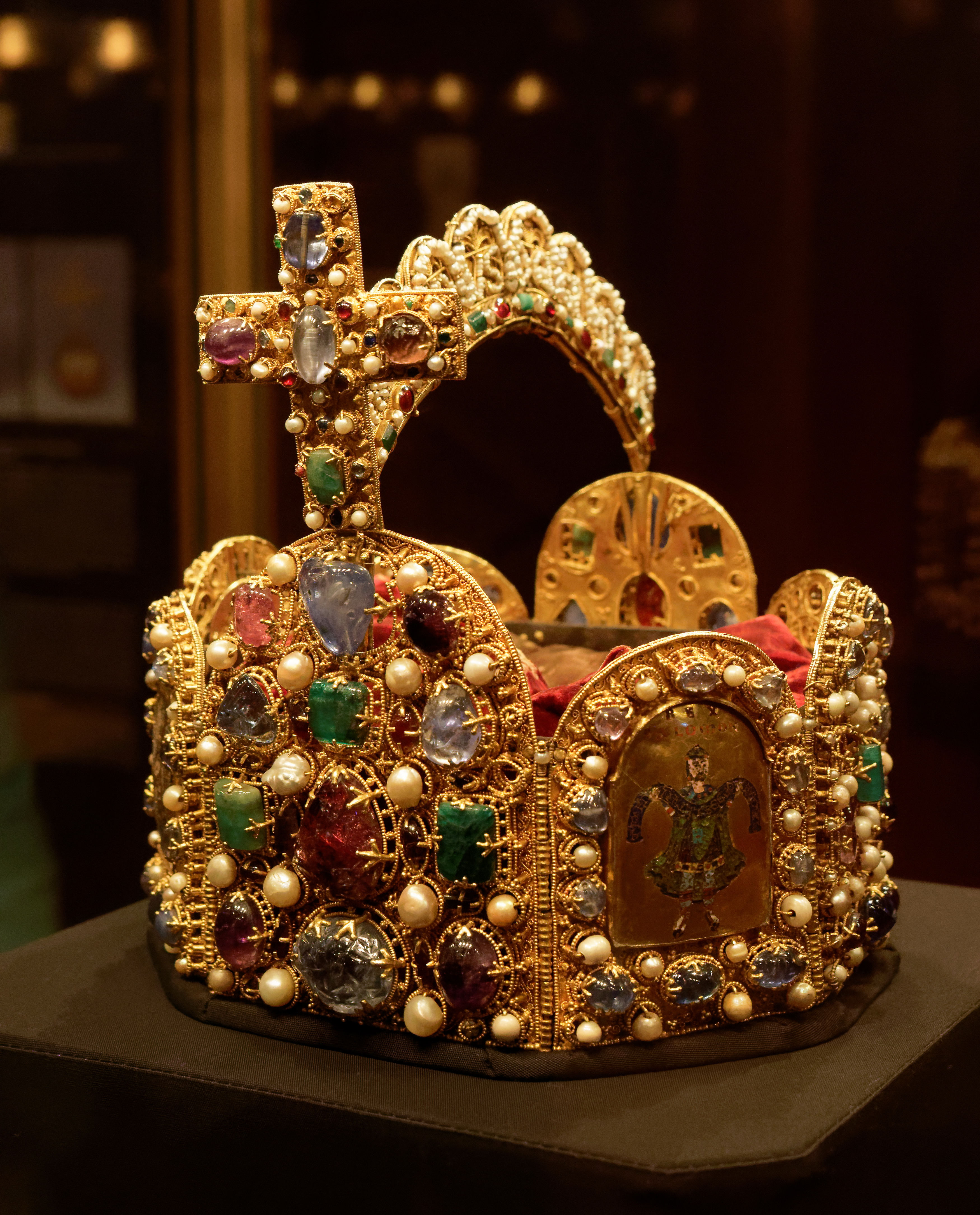
Corona del Emperador del Sacro Imperio
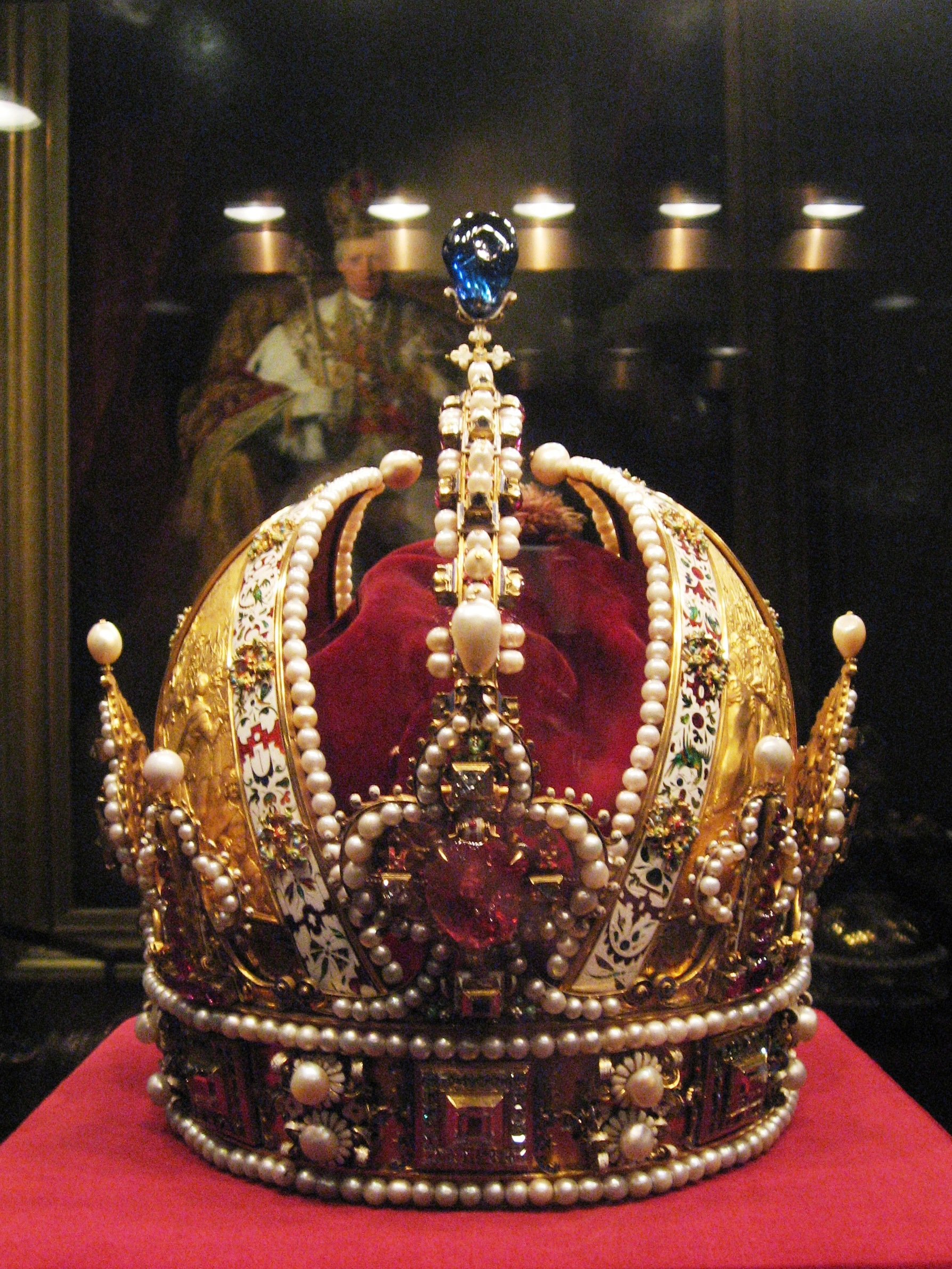
Corona del Emperador de Austria
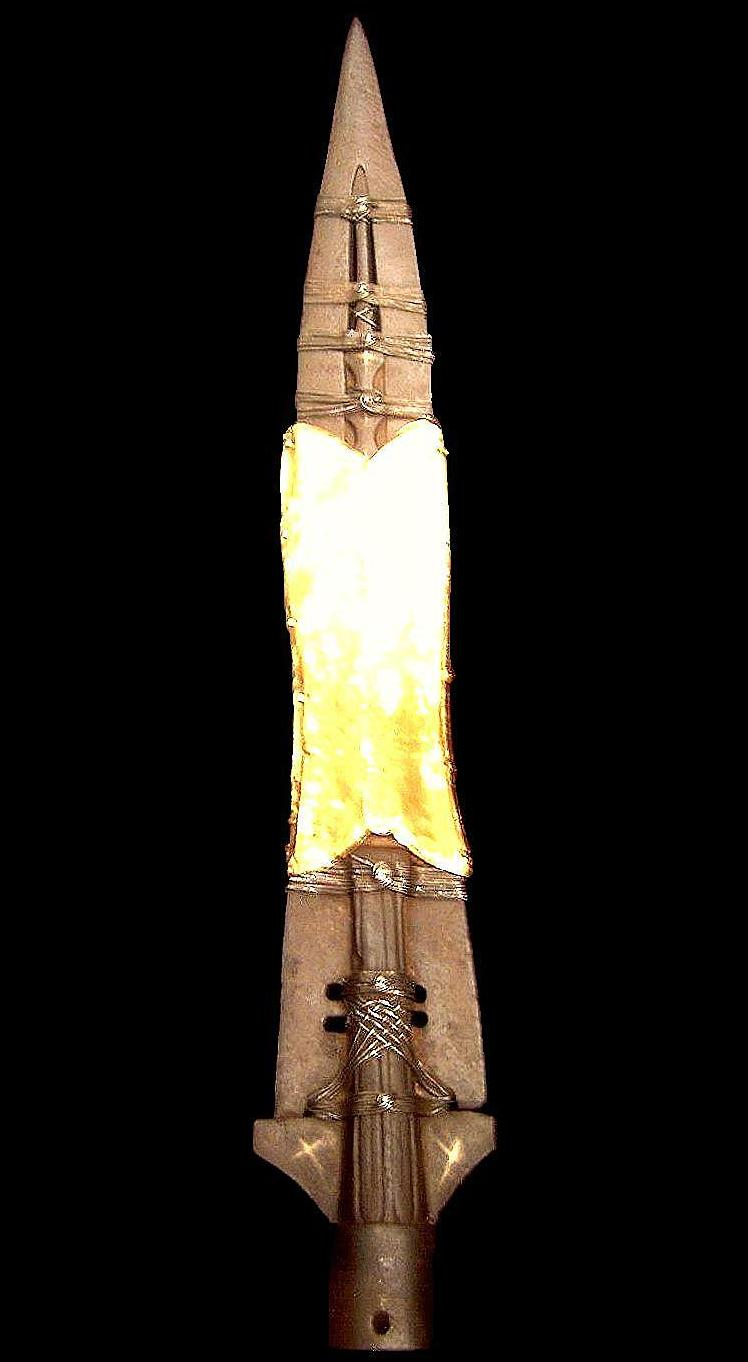
La Lanza Sagrada
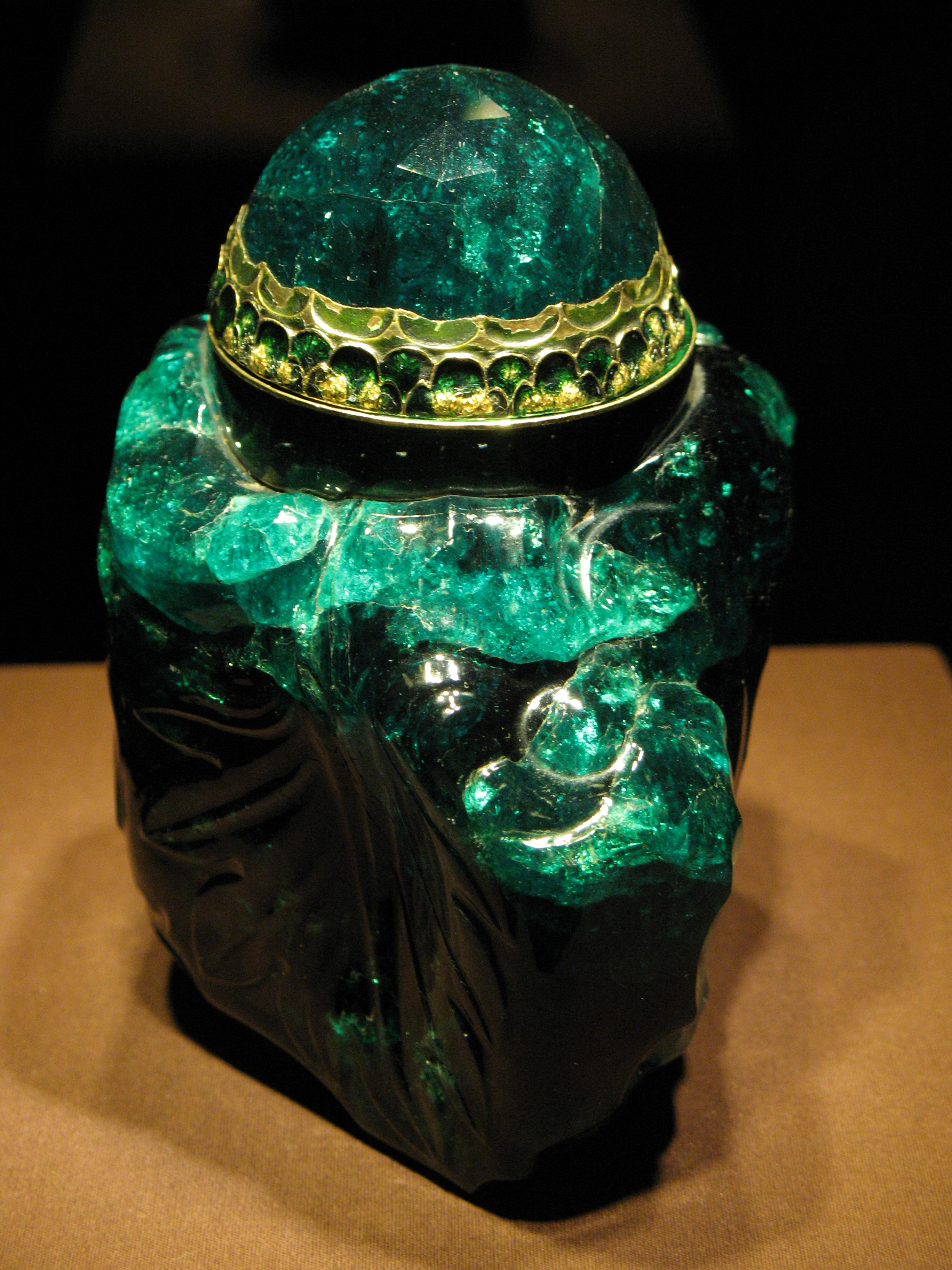
Ungüentario realizado con una esmeralda de 2.680 quilates
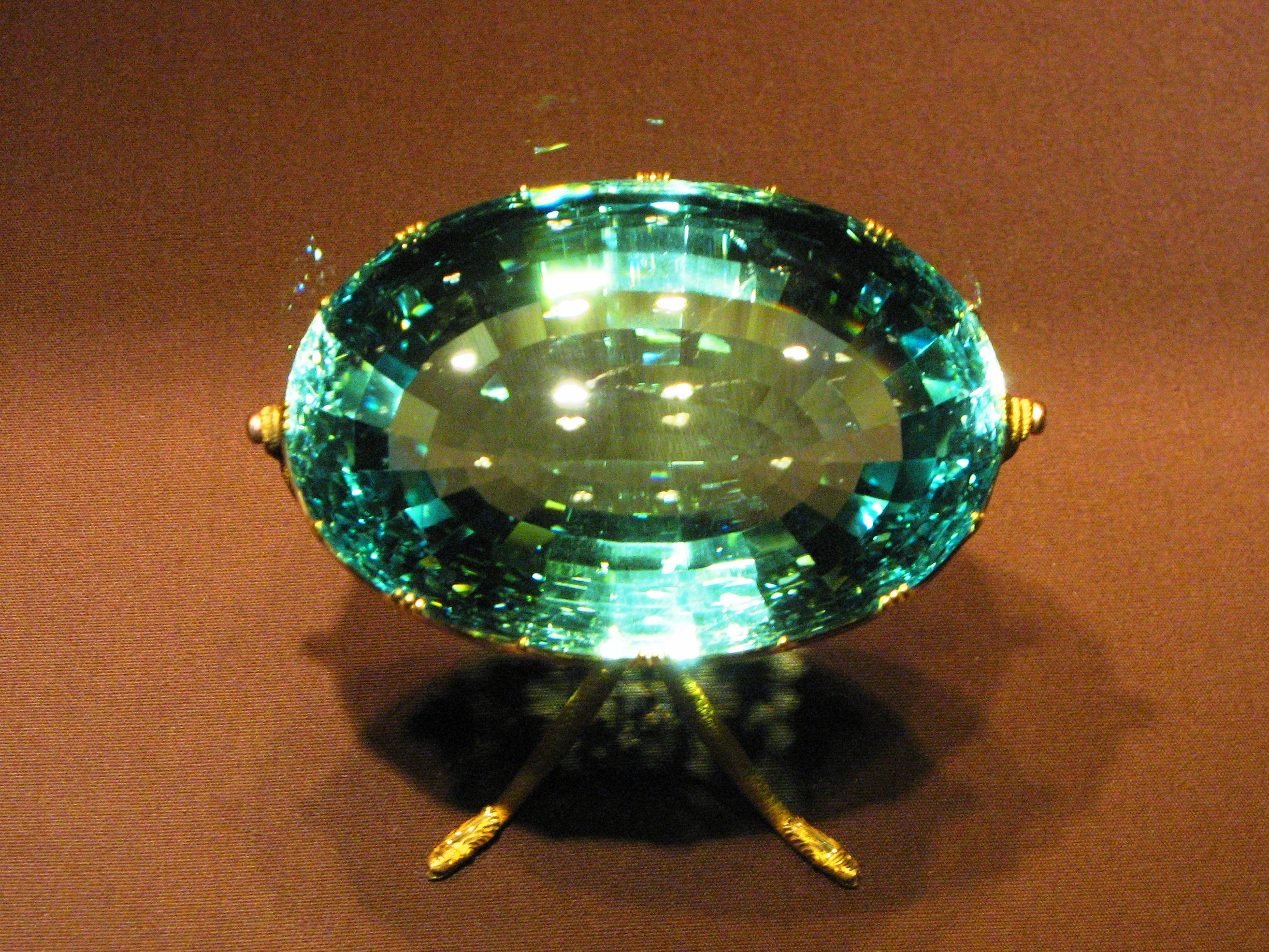
Aguamarina de 492 quilates
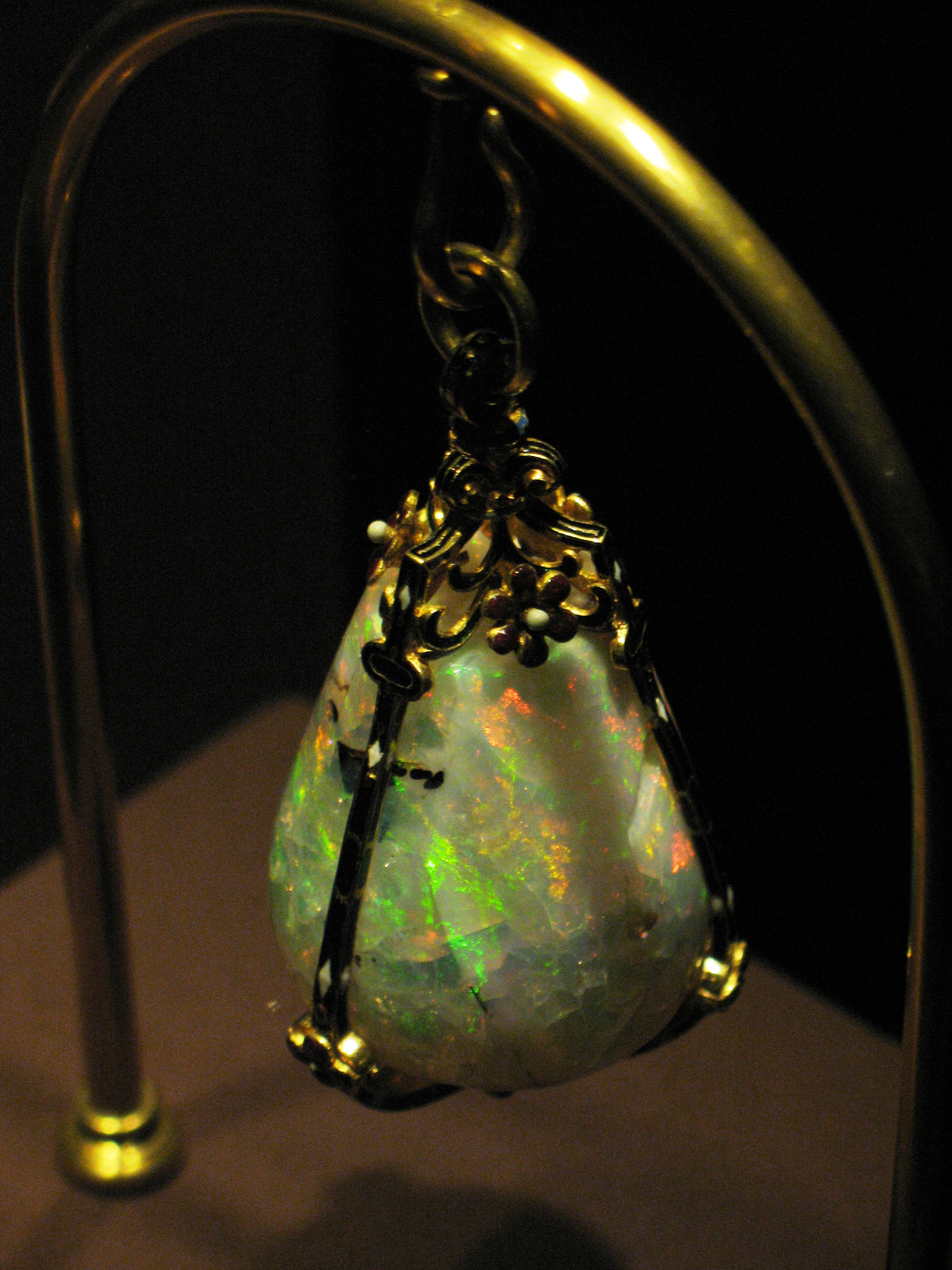
Ópalo
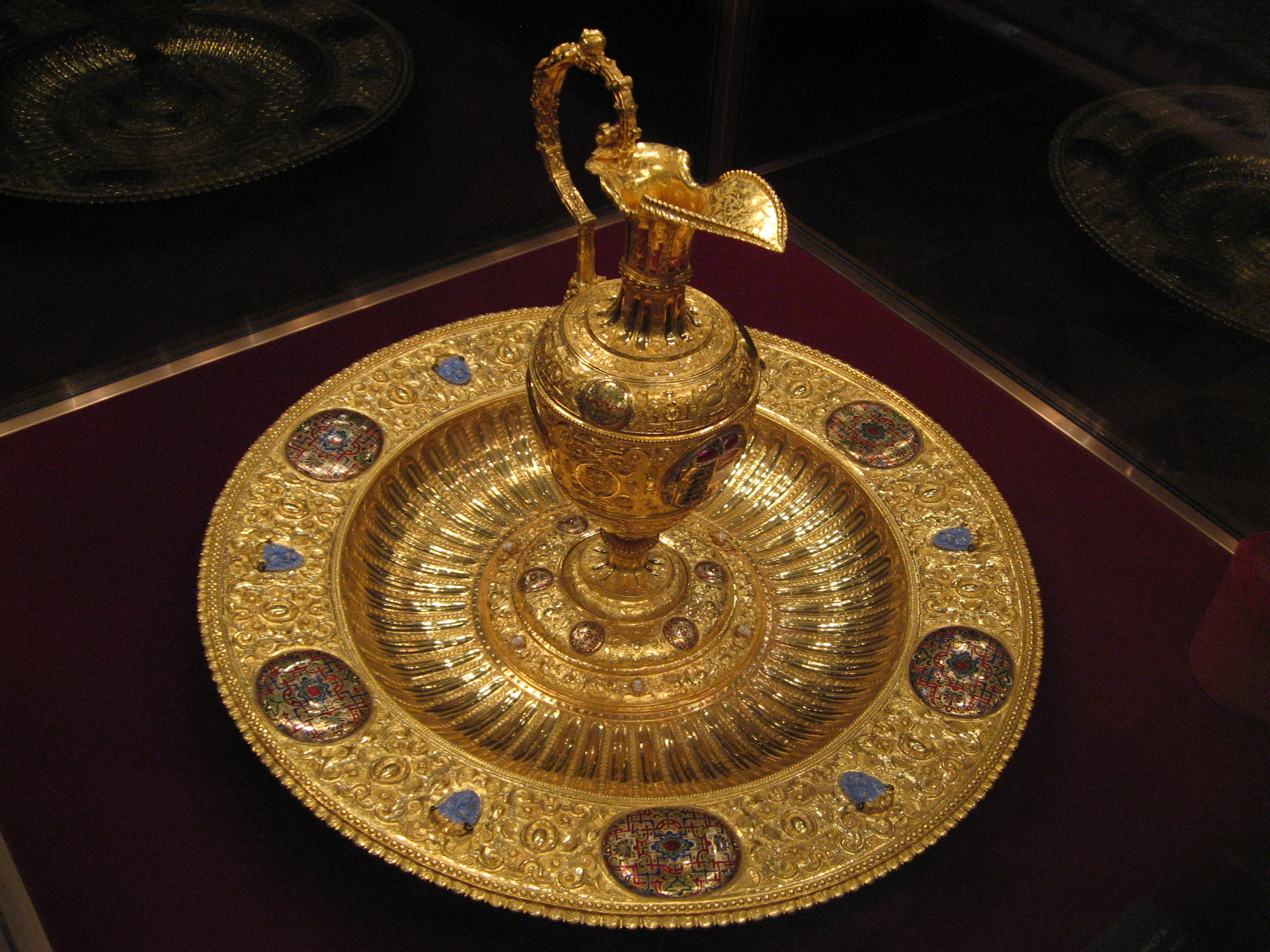
Jarra y cuenco bautismales
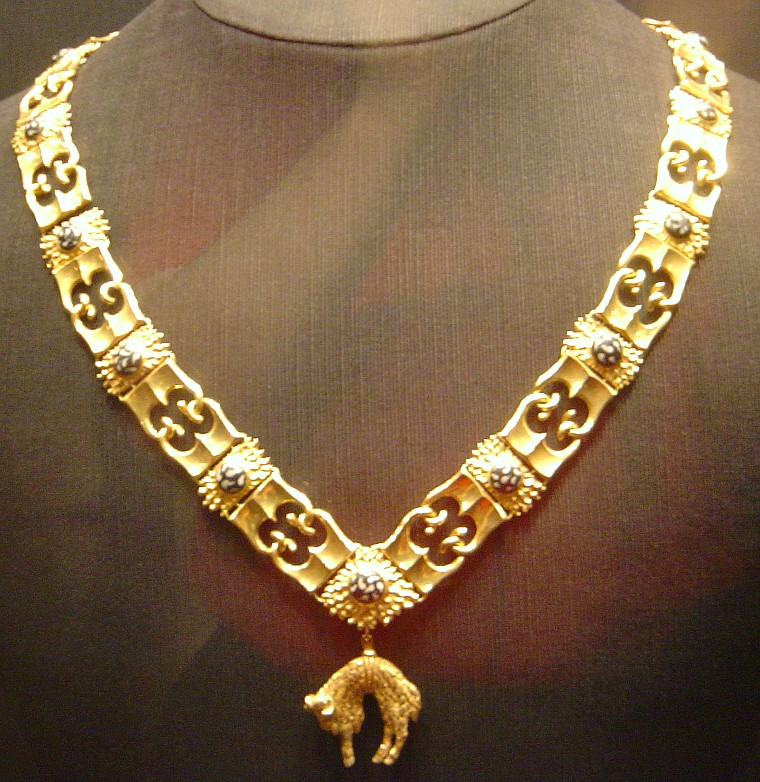
Collar de la Orden del Toisón de Oro